# Boettcheria parkeri
Boettcheria parkeri är en tvåvingeart som först beskrevs av Aldrich 1916.  Boettcheria parkeri ingår i släktet Boettcheria och familjen köttflugor.
Artens utbredningsområde är Jamaica. Inga underarter finns listade i Catalogue of Life.